# San Vicente (Antioquia)

Bandeira de San Vicente.

Localização de San Vicente, no departamento de Antioquia.

San Vicente (oficialmente, San Vicente Ferrer) é uma cidade e município da Colômbia, no departamento de Antioquia. Dista 48 quilômetros de Medellín, a capital do departamento. Possui uma superfície de 243 quilômetros quadrados.

## História
Como em todo o entorno desta região oriental de Antioquia, os indígenas Tahamíes e Catíos foram os primeiros povoadores de que há notícias nesses territórios até a chegada dos colonizadores espanhóis, que fundaram na região um assentamento de mineração durante o século XVI.
Em 1759, José Ceballos Rojas e Eusebio Ceballos Rojas, descendentes de conquistadores espanhóis, doaram o terreno para a construção de uma capela nesta região, sendo esta a data definida como o ano da fundação oficial da cidade, e os irmãos Ceballos Rojas como seus fundadores. Os moradores da época decidiram batizar o nome da municipalidade em homenagem a São Vicente Ferrer, e daí o nome da cidade. Também definiram Nossa Senhora de Chiquinquirá como a padroeira da cidade, sendo que a comunidade ainda celebra suas festas padroeiras com os dois ícones católicos.
Após o boom inicial da mineração, os colonos gradualmente migraram para a pecuária, a agricultura e o comércio.